# Regione metropolitana Reno-Ruhr

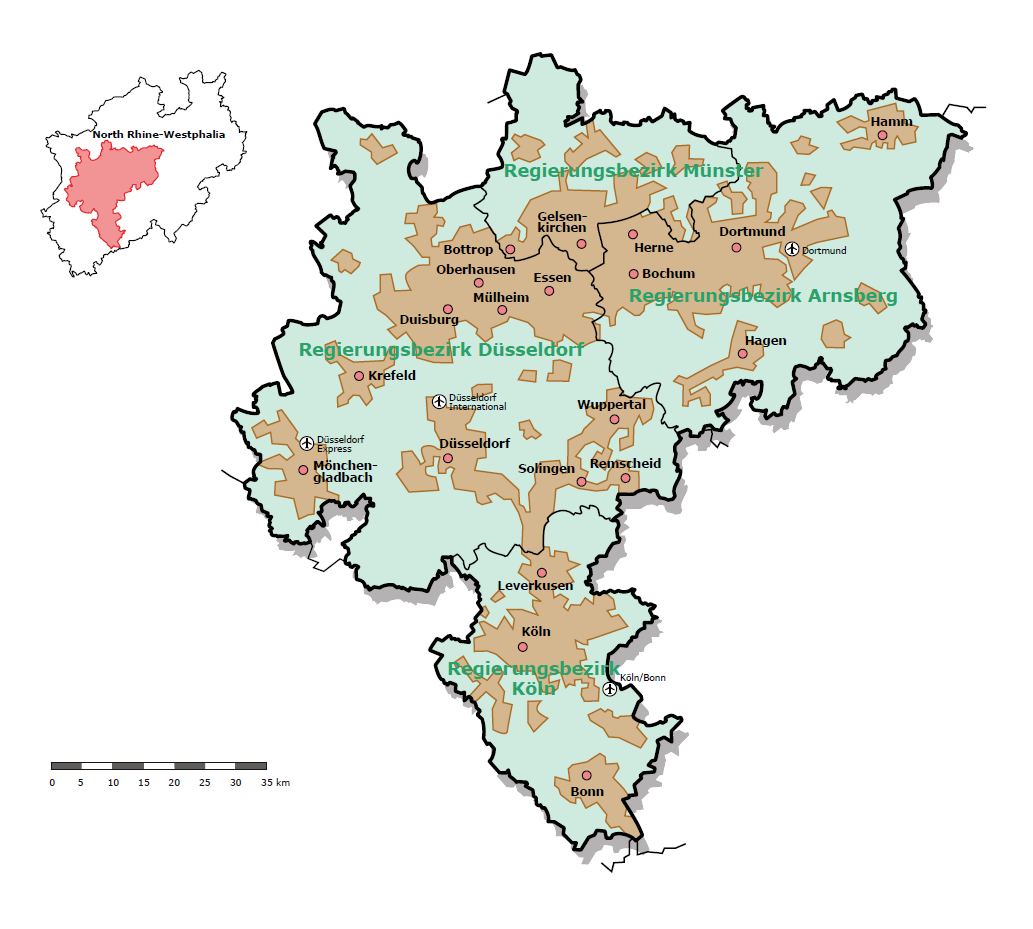
Mappa della regione metropolitana

La regione metropolitana Reno-Ruhr (ted.: Metropolregion Rhein-Ruhr) è la maggiore delle 11 regioni metropolitane tedesche.
Situata nel Land della Renania Settentrionale-Vestfalia, comprende la conurbazione della Ruhr e le aree urbane di Colonia, Bonn, Düsseldorf, Mönchengladbach, Krefeld e Wuppertal, con una superficie di circa 7000 km² e circa 10 milioni di abitanti. È di natura policentrica e l'unica megacittà in Germania.
La regione metropolitana Reno-Ruhr è una delle 5 maggiori d'Europa, ed è parte della vasta area detta "Banana blu", che si estende da Londra a Genova.

## Geografia antropica

### Suddivisioni amministrative
La regione metropolitana Reno-Ruhr comprende le città extracircondariali di Bochum, Bonn, Bottrop, Colonia, Dortmund, Duisburg, Düsseldorf, Essen, Gelsenkirchen, Hagen, Hamm, Herne, Krefeld, Leverkusen, Mönchengladbach, Mülheim an der Ruhr, Oberhausen, Remscheid, Solingen e Wuppertal, i circondari di Mettmann e Unna e parte dei circondari Ennepe-Ruhr, Märkischer Kreis, Recklinghausen, Reno-Erft, Reno-Neuss, Reno-Sieg, Rheinisch-Bergischer, Viersen e Wesel.

## Maggiori città della regione metropolitana
Sono elencate le città con popolazione superiore ai 100.000 abitanti (dati del 30-6-2014):
- Colonia 1,089,879 ab.
- Dortmund 587,696 ab.
- Düsseldorf 644,280 ab.
- Essen 588,375 ab.
- Duisburg 495,885 ab.
- Bochum 385,626 ab.
- Wuppertal 351,050
- Bonn 335,975 ab.
- Gelsenkirchen 268,102 ab.
- Mönchengladbach 274,090 ab.
- Krefeld 236.516 ab.
- Oberhausen 212,568 ab.
- Hagen 193.045 ab.
- Hamm 182.644 ab.
- Mülheim an der Ruhr 168.669 ab.
- Herne 167.718 ab.
- Solingen 162.293
- Leverkusen 161.279 ab.
- Neuss 151.276 ab.
- Recklinghausen 120.174 ab.
- Bottrop 118.227 ab.
- Remscheid 113.377 ab.
- Moers 106.951 ab.
- Bergisch Gladbach 105.967 ab.

## Economia
La regione metropolitana Reno-Ruhr è storicamente la più importante dell'economia tedesca. Tra la fine del XIX secolo e l'inizio del XX secolo cominciò ad ospitare numerose industrie pesanti, soprattutto acciaierie. Inoltre Colonia, Dortmund e altri centri di quest'area erano importanti città di scambio già nel Medioevo, ma poi nel corso dell'Ottocento il ruolo di città guida - anche in politica dal 1945 - andò a Düsseldorf.
Le città della Reno-Ruhr producono insieme quasi il 15% del prodotto interno lordo tedesco, e formano la terza più ricca area metropolitana dell'Unione europea e la 16ª al mondo. Ciononostante questa regione soffre di una scarsa competitività a livello internazionale, per la mancanza di un'immagine unificata: infatti praticamente nessuna delle città della zona ha almeno un milione di abitanti, e spesso seguono politiche economiche separate l'una dall'altra.
Düsseldorf e Colonia sono i maggiori centri economici della Reno-Ruhr, specializzate nell'hi-tech, nella finanza, nelle assicurazioni e nei media. Non meno rilevanti sono anche Bonn, Dortmund ed Essen. La regione ospita alcune delle maggiori compagnie incluse nella lista Fortune Global 500, tra cui E.ON, Metro, Henkel, ThyssenKrupp ed Uniper a Düsseldorf, Deutsche Post e Deutsche Telekom a Bonn, Lufthansa a Colonia, RWE ed Evonik ad Essen e la Bayer a Leverkusen.